# Вілцинь Велта
Велта (Аусма) Ейнівна Ві́лцинь (Вілциня)  (латис. Velta Vilciņa; 13 грудня 1928, Упесгріва — 8 січня 1995, Рига) — латвійська артистка балету.

## Біографія
Народилася 13 грудня 1928 року в містечку Упесгріві Талсенського повіту (нині Мерсрагський край) Латвії. У 1948 році закінчила балетну студію при Театрі опери та балету Латвійської РСР у Ризі (педагог Ірена Строде). Протягом 1949—1973 років була солісткою цього театру; з 1968 року — педагог-репетитор.
Член КПРС з 1963 року. Обиралася депутатом Верховної Ради Латвійської РСР 7-го скликання і Верховної Ради СРСР 6-го скликання.
Померла 8 січня 1995 року в Ризі. Похована на Лісовому кладовищі Риги. Надгробний пам'ятник роботи скульптора Арти Думпе.

## Творчість
Серед виконаних партій:
- Скайдріте («Стабураг» Альфреда Калниньша);
- Жізель («Жізель» Адольфа Адама);
- Одетта-Оділлія («Лебедине озеро» Петра Чайковського);
- Джульєтта («Ромео і Джульєтта» Сергія Прокоф'єва);
- Баронесса («Сакта свободи» Адольфа Скулте);
- Лісова дівчина («Лісова пісня» Михайла Скорульського);
- Кармен («Кармен-сюїта» Жоржа Бізе);
- Неліма («Ригонда» Ромуальда Грінблата).

В 1956 та 1958 роках спільно з трупою Великого театру брала участь в гастролях в Лондоні і Брюсселі.

## Звання та нагороди
- Заслужена артистка Латвійської РСР;
- Державна премія Латвійської РСР з 1958 року (за партію Скайдріте);
- Народна артистка Латвійської РСР з 1959 року;
- Народна артистка СРСР з 1965 року;
- Орден Леніна.

## У мистецтві
Портрет артистки у 1956 році написав український живописець Петро Вольський.